# Egipteană cu cercei
Egipteană cu cercei este o pictură în ulei realizată de pictorul american impresionist John Singer Sargent în 1899, aflată acum la Metropolitan Museum of Art din New York.
Sargent a efectuat o călătorie în Egipt, Grecia și Turcia ca parte a unui proiect de explorare a originii religiei occidentale prin artă. Acest tablou și o alta însoțitoare, Femeie egipteană, aflată de asemenea din colecția Metropolitan Museum of Art, au fost printre rezultatele sale în călătorie.